# Oulianovka (Oblast de Leningrad)
Oulianovka (en russe : Ульяновка) est une commune urbaine du raïon de Tosno de l'oblast de Léningrad, en Russie. Elle forme entièrement l'établissement urbain d'Oulianovka. Sa population s'élevait à 11 267 habitants en 2024.    

## Géographie
Oulianovka est située dans l'oblast de Léningrad, un sujet de Russie européenne qui fait partie du district fédéral du Nord-Ouest. La localité se trouve dans le raïon de Tosno, une des raïons de l'oblast, et forme entièrement l'établissement urbain d'Oulianovka, une municipalité du raïon, dont il est le chef-lieu,,.
Oulianovka, comme tout l'oblast de Léningrad, est située dans le fuseau horaire MSK (heure de Moscou). Le décalage horaire appliqué par rapport au temps universel coordonné est +03:00.

## Démographie
Recensements (*) et estimations de la population,:
| 2002* | 2010*  | 2021*  | 2024   | - |
| ----- | ------ | ------ | ------ | - |
| 9 244 | 11 601 | 11 676 | 11 267 | - |